# Hemitriakis complicofasciata
Hemitriakis complicofasciata — акула з роду Hemitriakis родини Куницеві акули. Інші назви «оката супова акула», «пишна супова акула».

## Опис
Загальна довжина досягає 96 см, зазвичай 76-81 см. Голова велика, більш широка ніж інші представники роду Hemitriakis. Морда помірного розміру, закруглена. Очі великі, овальні, з мигальною перетинкою. За ними розташовані невеличкі бризкальця. Під очима є щічні горбики. Носові клапани відносно великі. Відстань між ніздрями більша ніж в інших акул її роду. Рот невеликий, зігнутий. Зуби дрібні, з притупленими верхівками, розташовані щільними рядками. У неї 5 пар зябрових щілин. Тулуб стрункий. Осьовий скелет складається зі 124—131 хребця. Грудні плавці великі, довгі. Має 2 спинних плавця, з яких передній більше за задній. Передній спинний плавець сильно зсунутий уперед, близько до початку грудних плавців. Задній розташовано над анальним плавцем. Черевні плавці маленькі. Анальний плавець поступається розміром задньому спинному плавцю. Хвостовий плавець гетероцеркальний.
Забарвлення сіре з жовтуватим відтінком. Особливістю є забарвлення молодих особин, які мають чудернацькі лінії та кільця темно-коричневого кольору, що утворюють складні візерунки на тілі. Звідси походять інші назви цієї акули.

## Спосіб життя
Тримається на глибині 100 м, острівних схилах. Полює біля дна, є бентофагом. Живиться невеличкими ракоподібними, молюсками, дрібною костистою рибою.
Це яйцеживородна акула. Самиця народжує 6-7 акуленят.
Для людини загрози не становить.

## Розповсюдження
Мешкає від південного узбережжя Японії до Філіппін, зокрема біля Тайваню та Китаю.